# کوه زیبد
کوه زیبد در جنوب دهستان زیبَد بخش کاخک گناباد در استان خراسان رضوی و در شمال دهستان برون شهرستان فردوس در استان خراسان جنوبی قرار دارد.
کوه زیبد کوهی است که بر اساس شاهنامه فردوسی و منابع تاریخی، جنگ دوازده‌رخ در آن‌جا روی داده‌است. در کتاب‌هایی از جمله تاریخ جهانگشای، طبقات ناصری، نزهةالقلوب و فتوح‌البلدان بدان اشاره شده‌است.

## جغرافیا

قله زیبد

کوه زیبد یکی از قله‌های مرتفع رشته کوه سیاه کوه یا قُهستان است. قهستان رشته کوهی است که از بجستان تا بیرجند ادامه دارد. ارتفاع قله ۲۵۵۷ متر از سطح دریا، و ۴۳۱ متر بالاتر از تپه‌های اطراف است. عرض در پایه ۵٫۵ کیلومتر است. بالاترین نقطه در مجاورت کوه زیبد ۲۷۷۵ متر از سطح دریا است که در ۱۷٫۷ کیلومتری جنوب شرقی زیبد است و سیاه‌کوه نام دارد. 
این کوه در دهستان زیبد قرار دارد و درصوفه، محوطه قلعه شهاب، کلاته ختومه و کلاته عزیز در تنگل زیبَد و دامنه آن واقع شده‌است.

## وجه تسمیه
قله کوه زیبد را تیر ماهی می‌گویند. گفته شده این نام منسوب است به ماهوی، مرزبان مرو، که دستور قتل یزدگرد سوم را داده‌است و بدین منظور نیز، ترخان را عازم زیبد نموده‌است تا یزدگرد سوم را که عازم مرو بود اسیر کند یا به قتل برسانند. نامیده شدن به زیبد نیز به دلیل وجود دهستان تاریخی زیبد در دامنهٔ شمالی این کوهستان است.
از این کوه در شاهنامه فردوسی با نام کوه زیبد و کوه گنابد یاد شده‌است. این رشته‌کوه در منطقه گناباد با نام زیبد و براکو معروف است اما در فردوس به آن سیاه‌کوه نیز می‌گویند.

درخت سرو زیبد

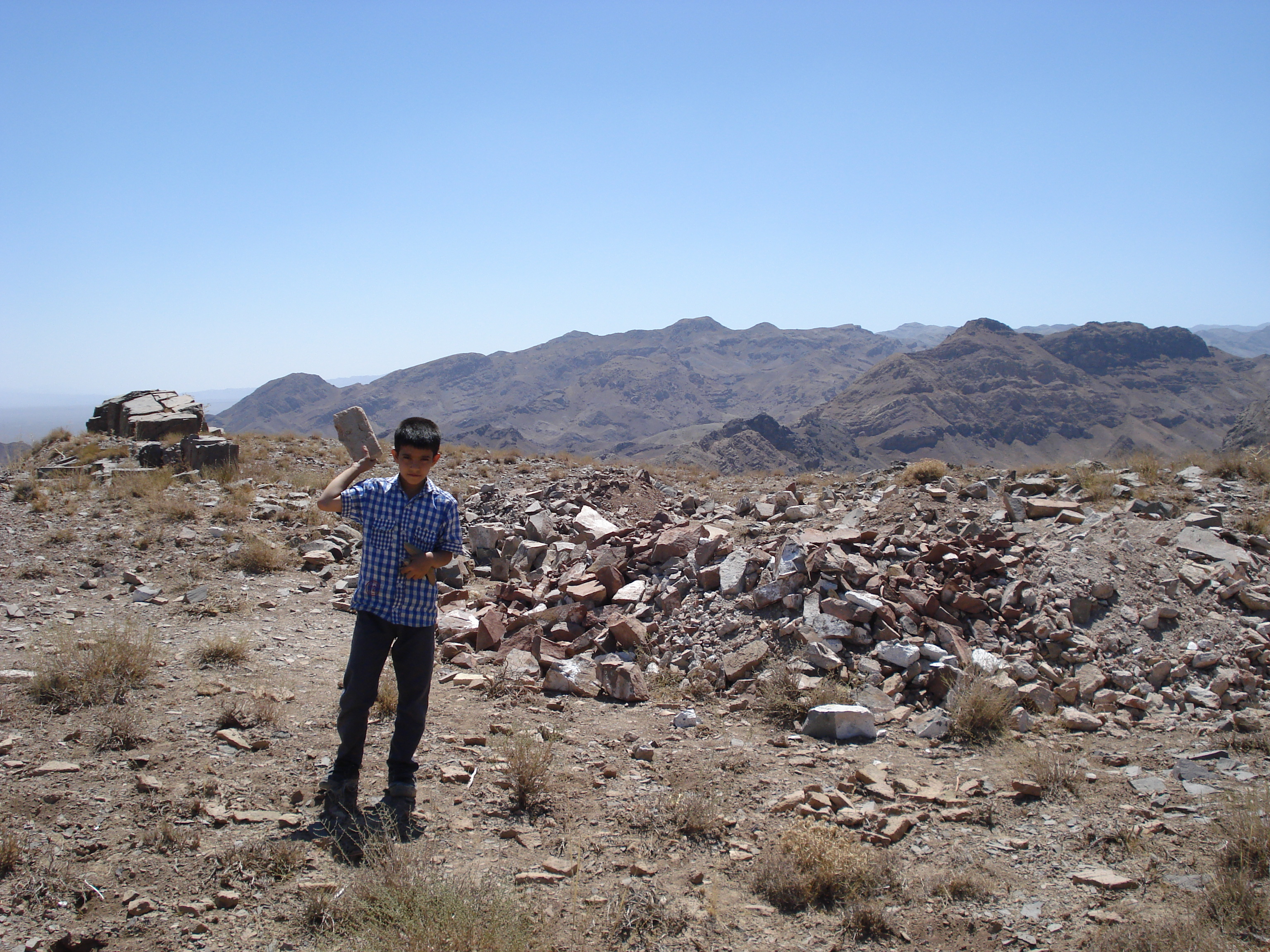
ویرانه‌های ناشی از تخریب توسط سارقان آثار باستانی

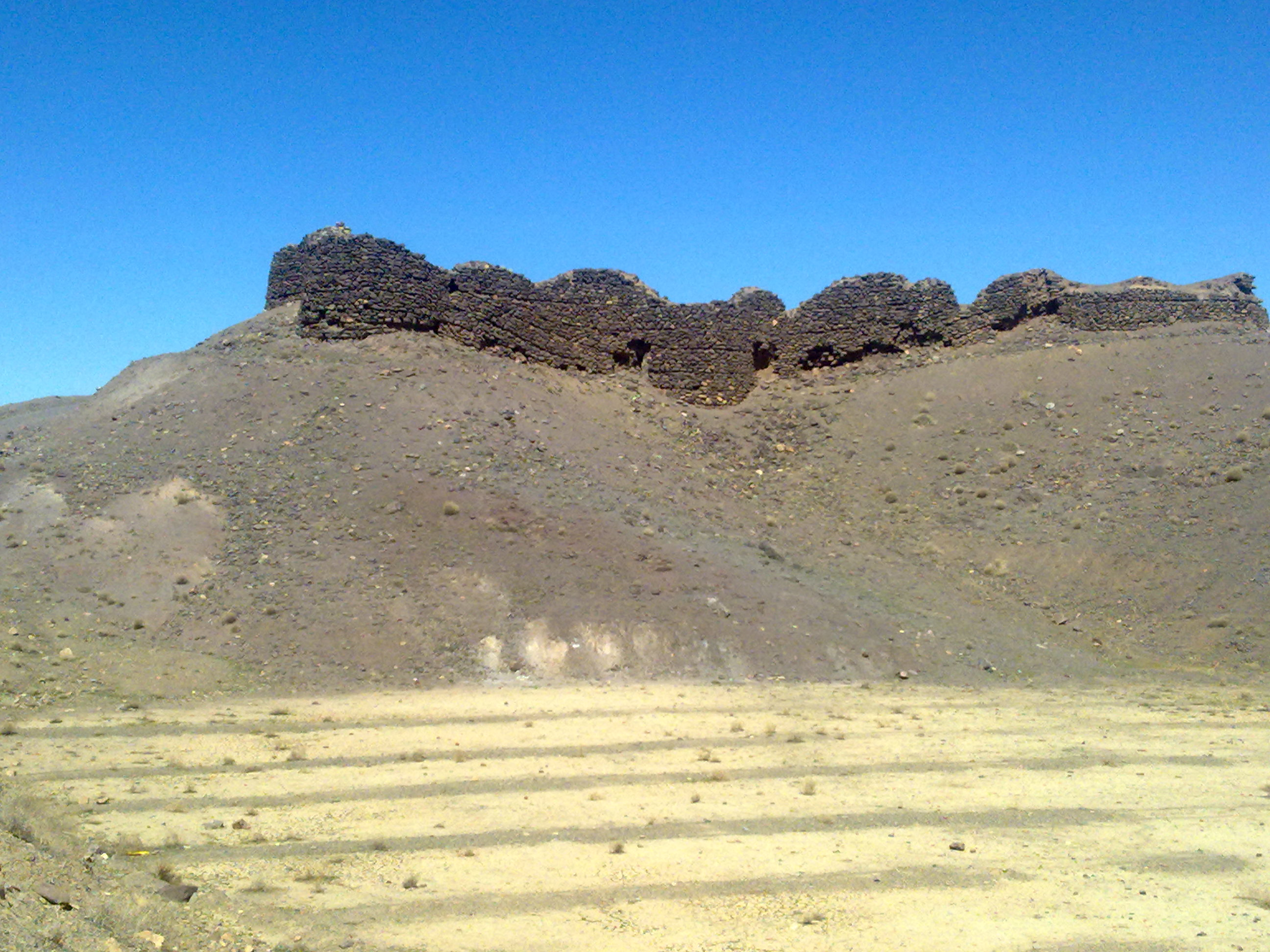
بقایای قلعه زیبد

## اقلیم
وضعیت اقلیمی دامنه کوه زیبد، سرد کوهستانی است. میانگین سالانه دما در منطقه ۱۷ درجه سانتی‌گراد است. گرم‌ترین ماه، تیر ماه است که میانگین دمای ۳۰ درجه سانتی‌گراد است، و سردترین، دی ماه است با ۱ درجه سانتی‌گراد.
میانگین میزان بارش سالانه ۲۱۱ میلی‌متر است. با میانگین ۵۸ میلی‌متر، اسفند پُر باران‌ترین ماه است، و ماه خشک و بی آب تیر ماه است با ۱ میلی‌متر باران.

## محیط زیست کوه زیبَد
تمامی منطقه کوه زیبد جزو مناطق حفاظت شده ملی است و گونه‌های متعددی از حیوانات در آن زندگی می‌کنند. در دامنه‌های این کوه، گیاهانی مانند شاه‌تره، زیره، ریواس، خار انگبین، انجیر کوهی، تاقوک و شیب می‌روید و حیواناتی مانند لاک‌پشت، آهو و بز کوهی از آن‌ها تغذیه می‌کنند.

## توصیف در شاهنامه
در شاهنامه به این کوه کوه گنابد (یا کنابد) نیز گفته شده‌است. بر اساس شاهنامه فردوسی و منابع تاریخی جنگ دوازده‌رخ در آنجا روی داده‌است. در کتاب‌هایی از جمله تاریخ جهانگشای، طبقات ناصری، نزهة القلوب و فتوح البلدان و کتاب جغرافیای گناباد سلطان حسین تابنده نیز به آن اشاره شده‌است. در شاهنامه فردوسی در جنگ دوازده رخ در وصف لشکر ایران و لشکر توران ۱۱ بار نام زیبد و ۱۲ بار نام گنابد آمده‌است. در بعضی نسخه‌ها کنابد و در بعضی گنابد آمده‌است، ولی درست آن گنابد هست زیرا در نسخ قدیمی، «گ» را به صورت ک می‌نوشته‌اند:
1. یکی سوی کوه گنابد برفت - دگر سوی زیبد خرامید تفت.
2. ز زیبد زمین تا گنابد سپاه - در و دشت از ایشان کبود و سیاه.

ز کوه کنابد برون شد سپاه - بشد روشنایی ز خورشید و ماه